# 2009年7月澳门

## 7月31日
- 拉斯維加斯金沙集團宣佈第2季業績，虧損2.22億美元；全球季度收益10.6億美元，下跌4.8%。澳門電台（页面存档备份，存于）

## 7月30日
- 永利澳門和銀河娛樂宣佈第二季業績。澳門日報澳門日報

- 粵澳名優商品展銷會開幕，行政長官何厚鏵及廣東省副省長萬慶良主持儀式。澳門電台（页面存档备份，存于）

## 7月29日
- 立法會選舉各組別就選票上排序進行了抽籤。行政暨公職局

## 7月28日
- 由六家博彩商組成的「娛樂場博彩業承批公司商會」成立，首任會長為何鴻燊。澳門電台（页面存档备份，存于）

## 7月27日
- 天主教澳門教區第二十二任主教林家駿病逝，享年八十一歲。公教報（页面存档备份，存于）

## 7月26日
- 第三屆行政長官選舉候選人崔世安以獲得282票贊成、14票空白票當選新的一任行政長官。on.cc[]

## 7月22日
- 澳門出現了長達二個半小時的日偏蝕。澳門日報

- 立法會通過《領導及主管人員通則的基本規定》法案。對於行政法務司司長陳麗敏無法承諾提交在政府換屆前通過行政長官及主要官員的問責及「過冷河」制度的法案日期；立法會主席曹其真批評回應不負責任。澳門電台（页面存档备份，存于）

## 7月18日
- 保安當局表示澳門居民可望於第四季使用e道入境香港。on.cc[]

## 7月14日
- 澳門漁人碼頭行政總裁宣佈斥資三十億港元，改建碼頭第一期，增建恐龍館。華僑報（页面存档备份，存于）
- 澳門立法會通過《關於訂定內部規範的法律制度》，規定立法會為唯一立法機關、法律高於行政法規，行政長官可於本法規定內制訂行政法規。華僑報（页面存档备份，存于）

## 7月13日
- 第4屆立法會參選組別遞交候選人名單及政綱期今日結束。獲確認參加直選的16組提名委員會提出的候選名單合共123人。澳門電台（页面存档备份，存于）